# Ohrazení (přírodní památka)
Ohrazení je přírodní památka, která se nachází na Lišovském prahu, 2,5 kilometru severozápadně od městečka Ledenice v okrese České Budějovice. Správa: AOPK České Budějovice.

## Důvod ochrany
Důvodem ochrany jsou ekosystémy vlhké louky na levém břehu malého potoka, lokalita hořce hořepníku (Gentiana pneumonanthe).